# Bahnstrecke Malma–Haggården
| Kalkwagen der Malma-Haggården Järnväg |                     |                                                       |                                                       |
| Streckenlänge: | 2,1 km              |                                                       |                                                       |
| Spurweite: | 600 mm (Schmalspur) |                                                       |                                                       |
| |                     |                                                       |                                                       |
| \| \| \| Bahnstrecke Skara–Hönsäters hamn von Forshem \| \| \| \| 0,0 \| Kinnemalma (Malma bis 1. Okt. 1915, dann Kinne-Malma) \| Kinnemalma (Malma bis 1. Okt. 1915, dann Kinne-Malma) \| \| \| \| Bahnstrecke Skara–Hönsäters hamn nach Skara \| \| \| \| 2,1 \| Haggården \| Haggården \| |                     |                                                       |                                                       |
| Strecke (außer Betrieb) |                     | Bahnstrecke Skara–Hönsäters hamn von Forshem          | Bahnstrecke Skara–Hönsäters hamn von Forshem          |
| Betriebsstelle Streckenanfang (Strecke außer Betrieb) · Bahnhof (Strecke außer Betrieb) | 0,0                 | Kinnemalma (Malma bis 1. Okt. 1915, dann Kinne-Malma) | Kinnemalma (Malma bis 1. Okt. 1915, dann Kinne-Malma) |
| Strecke (außer Betrieb) · Strecke nach links (außer Betrieb) |                     | Bahnstrecke Skara–Hönsäters hamn nach Skara           | Bahnstrecke Skara–Hönsäters hamn nach Skara           |
| Betriebsstelle Streckenende (Strecke außer Betrieb) | 2,1                 | Haggården                                             | Haggården                                             |

Die Bahnstrecke Malma–Haggården (schwedisch Malma-Haggårdens Järnväg, MHJ) war eine 2,1 Kilometer lange schwedische schmalspurige (600 mm) Bahnstrecke in Skaraborgs län zwischen dem Bahnhof Malma (später Kinnemalma) an der Bahnstrecke Skara–Hönsäters hamn (Västergötland-Göteborgs Järnvägar) und dem Kalksteinbruch Haggården in Kinnekulle.
Der Bahnhof Malma liegt etwa drei Kilometer südlich des Dorfes Gössäter.

## Geschichte
Die Konzession für die Bahnstrecke wurde am 31. Dezember 1907 erteilt. Der Bau begann 1908 und wurde 1909 abgeschlossen, mit Ausnahme der Verladeeinrichtungen am Bahnhof Malma. Diese Umladeanlage in Malma befand sich im Bereich nördlich des Bahnhofsgebäudes. Die Strecke wurde von G.A. Janson und einem Ingenieur Stenberg gebaut und betrieben und am 15. März 1910 vorläufig und am 14. Juni 1910 offiziell für den Güterverkehr freigegeben. Die Baukosten für die Gleisanlagen betrugen 1910 36.000 Kronen, während Lokomotiven und Wagen 12.000 Kronen kosteten. Eine Schmalspur-Dampflokomotive mit der Herstellernummer 3104 wurde 1908 von Orenstein & Koppel gekauft und blieb bis zur Einstellung der Strecke. Sie wurde 1956 verschrottet.
Es fand eine Untersuchung bezüglich des Umbaus der Strecke auf eine Spurweite von 891 mm und eine gleichzeitige Erweiterung nach Ödbogården mit einem Anschlussgleis zu den Einrichtungen von AB Kinnekulle Kalk statt. Der Umbau fand nicht statt.
Der Verkehr wurde am 1. Mai 1955 eingestellt und die Strecke am 1. November 1956 offiziell stillgelegt.